# Kínai polgárháború
A kínai polgárháború a Kuomintang (Kínai Nacionalista Párt, KMT), a Kínai Köztársaság kormánypártja, valamint a Kínai Kommunista Párt (KKP) között folyt 1927 és 1950 közötti polgárháború. Azóta sem fegyverszünet, sem békeszerződés nem született. Elméletben mindkét fél az „egy Kína” politika híve, azaz nem kívánják nemzetközi jogilag legalizálni a de facto önálló tajvani állam létét, bár a tajvani belpolitikában időről időre fellépnek pártok ilyen törekvésekkel.
A háború célja a Kína fölötti hatalom megszerzése volt, ami végül két Kína, a Kínai Köztársaság (vagyis Tajvan) és a Kínai Népköztársaság (Kontinentális Kína) létrejöttéhez vezetett. A háború az északi hadjárattal kezdődött 1927 áprilisában.
A háború a nacionalista Kuomintang és a kommunista párt közötti ideológiai szakadást reprezentálja. A mai kontinentális Kínában a háború utolsó három évét a felszabadulás háborújaként emlegetik.
A polgárháború folyamatát megszakította a második kínai–japán háború, melynek során a két párt együtt alkotta a Második Egyesített Frontot. A japán támadókat 1945-ben, a második világháború végével egy időben legyőzték, és a kínai polgárháború 1946-tól ismét feléledt. Az utolsó négy évet követően 1950-ben a háborús cselekmények megszűntek, aminek eredménye az újonnan alapított Kínai Népköztársaság, amely fennhatósága alá került a kontinentális Kína (a Hajnan (Hainan) szigetet is beleértve), és a Kínai Köztársaság, amelynek fennhatósága Tajvanra, a Penghu-szigetekre, a Csinmen-szigetekre (Jinmen-szigetekre), a Macu-szigetekre és néhány távolabb fekvő szigetre terjed ki.
A KNK létrejötte után a Tajvani-szoros két oldala megszüntette a gazdasági kapcsolatokat egymással, de az 1980-as években már megindult a gazdasági kapcsolatok fejlődése, egyelőre nagyrészt közvetítők útján. A szárazföldi Kína és Tajvan között a kilencvenes évek óta egyre intenzívebb kereskedelmi, gazdasági kapcsolatok fejlődnek.

## Háttér
Az utolsó kínai dinasztia, a Csing-dinasztia (Qing-dinasztia) 1911-ben omlott össze. Kína a hadurak kora idején számos kisebb-nagyobb hadúr irányítása alá került. Legyőzésükhöz a császárellenes és nemzeti egyesítésre törekvő Kuomintang és vezetője, Szun Jat-szen (Sun Yat-sen) kénytelen volt idegen segítséget igénybe venni. Azonban Szun Jat-szen (Sun Yat-sen) segítségkérését a nyugati demokráciák figyelmen kívül hagyták, és ő 1921-ben a Szovjetunió felé fordult. Politikai okokból a szovjet vezetés mind Szunt (Sunt), mind az újonnan létrejött Kínai Kommunista Pártot is támogatta, ami majd később megalapította a Kínai Népköztársaságot. Ezzel megkezdődött Kínában a hatalomért folyó harc a nacionalista Kuomintang és a kommunista párt között.
1923-ban Szun (Sun) és a szovjeteket képviselő Adolph Joffe Sanghajban megegyezett, hogy a Szovjetunió támogatja Kína egységesítését. A Szun–Joffe nyilatkozat a Komintern, a nacionalista Kuomintang és a Kínai Kommunista Párt közötti együttműködést fektette le. A Komintern ügynöke, Mihail Borogyin 1923-ban érkezett Kínába, hogy elősegítse a KMT átszervezését és megszilárdítását a Szovjetunió Kommunista Pártja vonalai mentén. A Kínai Kommunista Párt csatlakozott a KMT-hez, és létrehozták az Első Egyesített Frontot.
Szun Jat-szen (Sun Yat-sen) 1923-ban Moszkvába küldte Csang Kaj-sek (Chiang Kai-shek)et, a Tongmenghui idejéből ismert hadnagyot több hónapos katonai és politikai képzésre. 1924-re Csang (Chiang) a Vampoa Katonai Akadémia, a nacionalista párt tiszti akadémiájának vezetője lett, valamint Szun (Sun) várható utódja a KMT élén.
A szovjetek gondoskodtak az akadémia számára a képzésekhez szükséges anyagokról, szervezetekről, felszerelésekről, beleértve lőszereket is, illetve az oktatás része volt a tömegek mozgósításának a technikája is. Ezzel a tudással Szun Jat-szen (Sun Yat-sen) képes volt olyan lelkes sereget létrehozni, amely legyőzhette a hadurak erőit. A kommunista párt tagjai szintén jelen voltak az akadémián, sokuk tanított is az intézményben, mint Csou En-laj (Zhou Enlai) politikai instruktor.
A kommunista párt tagjai is beléphettek a KMT-be abban az időben. A kommunista párt maga akkor még kicsi volt, 1922-ben 300, 1925-ben 1500 tagot számlált. A KMT már 1923-ban 50 000 taggal rendelkezett.

## Az északi hadjárat (1926–1928), a nacionalista és kommunista párt szembefordulása
Pár hónappal Szun Jat-szen (Sun Yat-sen) 1925-ben bekövetkezett halálát követően Csang Kaj-sek (Chiang Kai-shek) a Nemzeti Forradalmi Hadsereg főparancsnokaként elindította az északi hadjáratot. 1926-ra azonban a Kuomintang bal és jobb szárnyra szakadt, miközben soraikban egyre nőtt a kommunisták száma. Az 1926 márciusában történt csungszani hadihajó-incidens – amikor Csang (Chiang) meghiúsított egy állítólagos ellene irányuló emberrablási kísérletet – után korlátozta a kommunista tagok részvételi lehetőségét a Kuomintang vezetésében, és a KMT vezetőjévé lépett elő.
1927 elején a kommunista és a nacionalista párt rivalizálásra szakadáshoz vezetett. A kommunista párt és a Kuomintang bal szárnya áthelyezte a KMT kormány székhelyét Kantonból Vuhan (Wuhan)ba, ahol a kommunista befolyás erőteljesebb volt. De Csang Kaj-sek (Chiang Kai-shek) és Li Cung-zsen (Li Zongren), akik serege legyőzte Szun Csuan-fang (Sun Chuanfang) hadurat, kelet felé indultak Csianghszi (Jiangxi) irányába. Csang Kaj-sek (Chiang Kai-shek) Szun Jat-szen (Sun Yat-sen) három népi alapelvének elárulásával vádolta meg a kommunistákat, amiért követték a Szovjetunió parancsait. Mao Ce-tung (Mao Zedong) szerint Csang (Chiang) türelme a KMT-ben lévő kommunista tagok iránt olyan mértékben csökkent, amilyen mértékben hatalma növekedett.
Április 7-én Csang (Chiang) és más KMT vezetők egy találkozón arról beszéltek, hogy a kommunisták tettei társadalmilag és gazdaságilag egyaránt bomlasztóak, és véget kell vetni ezeknek a nemzeti forradalom haladása érdekében. Ennek eredménye lett, hogy április 12-én Csang (Chiang) a kommunista párt ellen fordult Sanghajban. A KMT-t megtisztították a baloldali elemektől, a kommunista párt tagjainak százait tartóztatták le és végezték ki. Ez az esemény volt az ún. április 12-ei incidens vagy más néven sanghaji mészárlás.
A mészárlás mélyítette a szakadékot Csang (Chiang) és Vang Csing-vej (Wang Jingwei) között. A kommunisták több kísérletet tettek olyan városok megszerzésére, mint például Nancsang (Nanchang), Csangsa (Changsha), Santou (Shantou) és Kanton. Az Őszi szüret elnevezésű hunani felkelés fegyveres vidéki lázadást a földművelők, a bányászok és a KKP tagjai robbantották ki Hunan tartományban, Mao Ce-tung (Mao Zedong) vezetésével. A felkelés sikertelen volt. Ezután három fővárosa volt Kínának: a nemzetközileg is elismert köztársaság fővárosa, Peking, a KKP és a baloldali KMT székhelye, Vuhan (Wuhan), valamint a jobboldali KMT központja, Nanking, amely a következő évtizedben maradt is a KMT fővárosa.
A KKP-t kiűzték Vuhan (Wuhan)ból a nacionalista KMT baloldali szövetségesei, akiket viszont Csang Kaj-sek (Chiang Kai-shek) döntött meg. A KMT folytatta a hadurak elleni kampányát és 1928 júniusában elfoglalták Pekinget. Ezt követően kelet-Kína legnagyobb része a Nanking központú kormány irányítása alá került, és a nankingi kormány azonnali nemzetközi elismertséget kapott, mint Kína egyetlen legitim kormánya. A KMT kormánya Szun Jat-szen (Sun Yat-sen)nel egyetértésben bejelentette a forradalom három lépcsős receptjét: katonai egyesítés, politikai fennhatóság és alkotmányos demokrácia.

## Bekerítési műveletek és a hosszú menetelés (1927–1937)
Az 1920-as években a kommunista aktivisták rejtőzködni, illetve vidékre kényszerültek, ahol katonai lázadást szítottak, amely 1927. augusztus 1-jén kezdődött a nanchangi felkeléssel. Egyesítették erőiket a paraszti lázadók maradékaival és irányítást szereztek dél-Kína számos területe felett. A kantoni kommuna három napon át meg tudta tartani Kantont, és létrehoztak egy szovjetet. A KMT csapatai továbbra is igyekeztek elfojtani a lázadásokat. Ez volt a kezdete annak a tíz éven át folyó harcnak, ami a kontinentális Kína területén tíz év polgárháborúja néven ismert. Ez az időszak a hsziani incidensig tartott (1936. december), amikor is Csang Kaj-sek (Chiang Kai-shek) a japánok inváziója miatt a Második Egyesített Front létrehozására kényszerült.

A kínai szovjetköztársaság zászlaja

1930-ban belső harc tört ki a KMT-n belül, amit Feng Jü-hsziang (Feng Yuxiang), Jen Hszi-san (Yan Xishan) és Vang Csing-vej (Wang Jingwei) indított el. Figyelmük arra irányult, hogy a KMT-ből gyökeresen kiirtsák a kommunista aktivisták maradékait is, amely öt hadműveletben teljesült. Az első és a második művelet elbukott, a harmadikat pedig törölték a mukdeni incidens miatt. A negyedik (1932–1933) hadműveletnek sikerült korán sikereket elérnie, de Csang (Chiang) seregeit csúnyán felmorzsolták, amikor azok megpróbáltak bejutni Mao kínai szovjetköztársaságának szívébe. E hadműveletek során a KMT hadoszlopai gyorsan bejutottak a kommunista területekre, azonban hamar elnyelte őket a hatalmas vidék, és nem tudták megerősíteni helyzetüket. Végül 1934 vége felé Csang (Chiang) elindította az ötödik hadműveletet, amelynek során szisztematikusan igyekeztek bekeríteni a Csianghszi (Jiangxi)–Fucsien (Fujian) szovjetet megerősített erődépítményekkel. A korábbi hadműveletekkel ellentétben, amikor egyetlen csapással igyekeztek minél mélyebbre előre jutni, ezúttal a KMT csapatai türelmesen erődök építésébe kezdtek, amelyek egymástól kb. öt mérföldes távolságban körülvették a kommunista területet, elvágva őket készleteiktől és az utánpótlás lehetőségétől.
1934 októberében a kommunista csapatok kihasználták az erődök gyűrűjén lévő réseket, és sikerült kimenekülniük Csianghszi (Jiangxi)ból. A hadurak seregei saját embereiket féltvén vonakodtak kihívni a kommunista erőket, ezért nem üldözték őket túl buzgón. Ezen kívül a nacionalista csapatok el voltak foglalva Csang Kuo-tao (Zhang Guotao) seregének felmorzsolásával, amely jóval nagyobb volt, mint Mao serege. A kommunista erők katonai visszavonulása egy éven át és kb. 12 500 km-en át tartott; ez vált ismertté a hosszú menetelés néven.
A hosszú menetelés akkor ért véget, amikor a kommunisták erői elérték Senhszi (Shaanxi)t. Csang Kuo-tao (Zhang Guotao) seregét, amely más útvonalat választott Kína északnyugati felén át, jelentősen felmorzsolták Csang Kaj-sek (Chiang Kai-shek) erői és kínai muzlim szövetségesei. Az út során a kommunista csapatok a helyi hadurak és földesurak vagyonát, fegyvereit elkobozták, és a parasztokat, szegényeket besorozták, hogy tömegüket jelentősebbnek láttassák. Végül a 90–100 ezer emberből, akik a hosszú menetelést elkezdték a kínai szovjetköztársaságból, mindössze 7–8 ezer jutott el Senhszibe. Csang (Chiang) seregének maradéka végül Senhszi (Shaanxi)ben csatlakozott Maóhoz, de mivel a sereg szinte teljesen megsemmisült, Csang (Chiang) hiába volt a kommunista párt alapító tagja, sosem tudta Mao vezetői hatalmát megszerezni. A nagy visszavonulás tette végül is Maót a Kínai Kommunista Párt megkérdőjelezhetetlen vezetőjévé.

## A második kínai–japán háború (1937–1945)

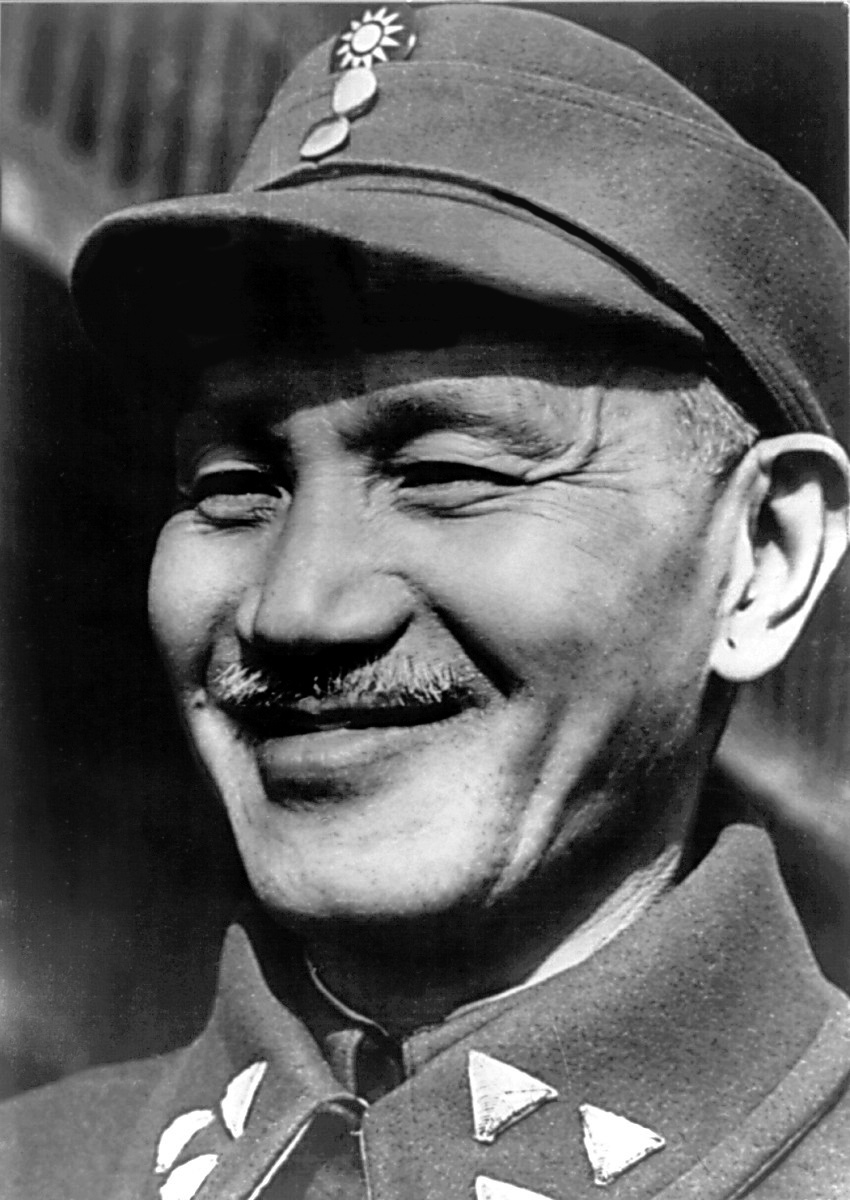
Csang Kaj-sek 1945-ben

A Japán Birodalom inváziója és Mandzsúria megszállása során Csang Kaj-sek (Chiang Kai-shek), aki a kommunista pártot nagyobb fenyegetésnek látta, elutasította, hogy szövetségre lépjen a kommunistákkal a japán hadsereg ellen. 1936. december 12-én a nacionalista KMT tábornokai, Csang Hszüe-liang (Zhang Xueliang) és Jang Hu-cseng (Yang Hucheng) elrabolták Csang Kaj-sek (Chiang Kai-shek)et, és kényszerítették, hogy fegyverszünetet kössön a kommunista párttal. Az esemény hsziani incidens néven vált ismertté. Mindkét párt felfüggesztette a harcokat, és létrehozták a második egyesített frontot, hogy a japánok ellen fordítsák erőforrásaikat. 1937-ben japán repülőgépek bombázták Kína városait, és jól felszerelt csapatok rohanták le Kína északi részét és partvonalát.
A nacionalista és kommunista párt szövetsége csak névleges volt. A hagyományos hadviselést elkerülve a kommunista erők gerilla-hadviselésbe kezdtek a japánok ellen, miközben a KMT támadásait is elhárították. A tényleges együttműködés és összedolgozás a két párt között minimális volt a második világháború alatt, még a második egyesített front idején is harcoltak a területi előnyök megszerzéséért a „szabad Kína”, vagyis a japánok által még nem megszállt területeken.
A helyzet 1940 végén, 1941 elején válságosra fordult, amikor a két párt erői között jelentősebb összecsapások alakultak ki. 1940 decemberében Csang Kaj-sek (Chiang Kai-shek) azt követelte, hogy a kommunista párt új negyedik hadserege ürítse ki Anhuj (Anhui) és Csiangszu (Jiangsu) tartományokat. A sereg parancsnokai engedtek a nyomásnak. 1941-ben az ún. Új Negyedik Hadsereg incidens több ezer ember halálát okozta a kommunisták körében. Ezalatt a második egyesített front is fölmorzsolódott, amit korábban a japánok elleni harcra hoztak létre.
Összességében a második kínai–japán háború eseményei előnyöket hoztak a kommunista párt számára, mivel gerilla-hadviselésükkel sok támogatót szereztek a japánok által megszállt területeken belül. A KMT ellenállása a japánok ellen viszont sokba került Csang Kaj-sek (Chiang Kai-shek)nek. 1944-ben volt az utolsó nagy támadás, az Icsigo hadművelet, amit a japánok a KMT ellen indítottak.

## A polgárháború végső szakasza (1945-1949)
Az 1945-ben Kínában már nyolc éve zajló polgárháború valamint a japán-kínai háború óriási áldozatokkal járt, egész országrészek mutatták a pusztulás képét. A lakosság békére vágyott, de az előjelek nem erre mutattak.
A második világháború vége, a japán kapituláció után Kínában megmaradt, sőt a felszínre tört a két nagy politikai erő, a Kuomintang és a KKP kibékíthetetlen szembenállása. Ideológiailag ellentétes nézeteket képviseltek, és önálló fegyveres erőkkel, saját igazgatásuk alatt álló hatalmas területekkel rendelkeztek. A Kínában érdekelt és nagy befolyással rendelkező, a világháborúban győztes nagyhatalmak, a Szovjetunió és az Egyesült Államok ugyanakkor – főleg saját kimerültségük miatt – igyekeztek visszatartani helyi szövetségeseiket a polgárháború újabb fordulójának kirobbantásától.
A japán kapituláció fogadása máris súlyos problémákat váltott ki. Csang Kaj-sek (Chiang Kai-shek) 1945. augusztus 11-én parancsot adott az akkor még az ő parancsnoksága alá tartozó kommunista csapatoknak, hogy ne hagyják el állásaikat, ugyanakkor felszólította a kapitulált japán csapatokat, hogy csak a kormányerőknek adják át fegyvereiket, és szükség esetén álljanak ellen a kommunistáknak. Ehhez a felszólításhoz Patrick J. Hurley amerikai nagykövet is csatlakozott.
1945-ben a kommunista csapatok formálisan kedvezőbb helyzetben voltak, az ország nagy területein voltak jelen, de sem létszámuk, sem felszereltségük nem tette lehetővé, hogy ténylegesen átvegyenek a japánoktól nagyvárosokat, vasútvonalakat, kommunikációs központokat. 1945 októberéig azonban így is mintegy 2 millió km² területet, 120 millió lakost vontak ellenőrzésük alá a korabeli, fenntartással kezelendő adatok szerint.
A Kuomintang sokkal nagyobb és jobban kiképzett erőkkel rendelkezett, de ezek főleg a távoli nyugati tartományokban voltak. Az amerikaiak sürgős lépéseket tettek ezek átcsoportosítására, saját adataik szerint mintegy félmillió, nagyrészt Burmában általuk kiképzett katonát szállítottak át légihídon és folyami hajókon a keleti nagyvárosok birtokba vételére.
Tökéletesen egyértelmű volt számunkra, hogy ha azt mondjuk a japánoknak, hogy azonnal tegyék le a fegyvereiket és vonuljanak tengerpartra, az egész országot megszerezték volna a kommunisták. Ezért szokatlan lépést kellett alkalmaznunk, amikor az ellenséget helyőrségként használtuk, amíg a nacionalista csapatokat Dél-Kínába tudtuk juttatni és amerikai tengerészgyalogosokat tudtunk küldeni a kikötők védelmére.
Mandzsúriában sajátos helyzet alakult ki. A japánok ezt az 1,1 millió km²-es és 35-40 millió lakosú területet a sajátjuknak tekintették és óriási beruházásokkal a 40-es évekre fontos hadiipari, korszerű nehézipari központtá építették ki. Ebben az időben Kína összes nehézipari termelésének 60%-át, bányászatának 80%-át adta Mandzsúria, vagy ahogy a japánok nevezték, Mandzsukuo. A vasútvonalak hossza itt elérte a 14 ezer kilométert, míg egész Kínában mintegy 22 ezer kilométer volt. Kínának azzal is szembe kellett néznie, hogy Mandzsúriában tömeges volt a japán betelepülés, amit államilag irányítottak és a telepítéseket Kína más területére is ki akarták terjeszteni, ami egyet jelentett a kínai emberek ingatlanjainak elvesztésével, illetve a kínaiak elüldözésével és legyilkolásával (ebben komoly szerepe volt a Kvantung-hadseregnek).
Mandzsúriát a háború végén a szovjet csapatok foglalták el, és ezt követően szorosan együttműködtek a kommunista erőkkel, átadták számukra az ottani 700 000 fős japán Kvantung-hadsereg felszerelésének zömét. Ennek eredményeképpen 1945 novemberére a helyi kommunista erőkből egy 200 000 fős, jól felszerelt, jelentős erő jött létre Mandzsúriában, a Szungari folyótól északra Lin Piao (Lin Biao) parancsnoksága alatt.
A szovjetek emellett azzal is segítették a kommunistákat, hogy a kormánycsapatoktól megtagadták a mandzsúriai vasutak, valamint Dalnyij és Port Arthur kikötők használatának lehetőségét. De a kormányerők sem voltak még felkészülve a terület átvételére, ezért felkérték a Szovjetuniót, hogy a korábbi egyezség szerinti novemberi kivonulását halassza el, nehogy egyenesen a kommunista erők birtokába kerüljön a terület. Többszöri meghosszabbítás után a szovjet kivonulás csak 1946 májusára történt meg. A Szovjetunió ezt az időt felhasználta arra, hogy a helyi értékes japán ipari berendezések nagy részét leszerelje és hazaszállítsa.

### Tárgyalások
A Kuomintang és a kommunisták képviselői között a nyilvánvaló polgárháborús veszély elhárítása érdekében – vagy legalábbis a várható belháború miatti felelősség elhárítása céljából – 1945 augusztusában tárgyalások kezdődtek, amik kisebb-nagyobb megszakításokkal egészen 1947 márciusáig tartottak. 1945. augusztus 28-án Patrick J. Hurley és Csang Kaj-sek (Chiang Kai-shek) meghívására Csungking (Chóngqìng)ba érkezett Mao Ce-tung (Mao Zedong) és Csou En-laj (Zhou Enlai). Küldöttségeik hosszas tárgyalásai nyomán októberre egyezményt írtak alá a polgárháború veszélyének elhárítására, de ez számos fontos kérdést nem érintett, és a kisebb összecsapások kiújultak. 1945 decemberében Kínába érkezett George C. Marshall amerikai tábornok Harry S. Truman elnök személyes képviselőjeként és koalíciós kormány létrehozására kívánta rávenni a két felet. Ez egybevágott a decemberben Moszkvában tartott angol-amerikai-szovjet külügyminiszteri értekezlet állásfoglalásával, miszerint egyesített és demokratikus Kína létrehozására kell törekedni.
A kínai koalíciós kormány létrehozása érdekében 1946 januárjában úgynevezett Politikai Konzultatív Konferenciát tartottak, amelyen a Kuomintang nyolc, a KKP hét képviselője mellett más kínai politikai csoportok tagjai is részt vettek, összesen 38-an. Marshall tábornok nyomására február végére kidolgoztak egy megállapodást a fegyveres erők csökkentéséről az országban, de ez nem valósult meg. A Kuomintang Központi Végrehajtó Bizottsága végül úgy döntött, hogy erőfölényének tudatában nem hajtja végre a megállapodást. Bíztak 4,3 millió fős, jól felszerelt hadseregükben, ők ellenőrizték az összes nagyvárost és az ipari bázist, az amerikai támogatás mellett még megkapták az újonnan alakult ENSZ Biztonsági Tanácsának állandó tagságát is.

### A harcok kiújulása
A kisebb összecsapások a két fél között a háború vége óta soha nem szűntek meg teljesen, de 1946 május-júniusától általánossá váltak, bár a történetírás általában július 1-jét tartja a nyílt polgárháború újabb fordulója kitörése dátumának. A kormányerők kiverték a kommunistákat Mandzsúria nagyvárosaiból. Marshall tábornoknak sikerült június 7-én egy két hetes tűzszünetet elérnie, de ezt a két fél csak a további harcokra való felkészülésre, erői átcsoportosítására használta fel. A két fél között propagandaküzdelem is folyt, a polgárháborúért való felelősség kérdésében, és ebben a kommunisták jutottak előnyhöz. A közvélemény inkább a Kuomintangot tartotta felelősnek a harcok kiújulásáért, mivel alapvetően az ő kezükben volt a hatalom, és ők nem fogadták el Politikai Konzultatív Konferencia eredményeit.

### A Kuomintang helyzete a nyílt polgárháború idején
A KMT magabiztosan indult a polgárháború újabb fordulójába, úgy érezték, hogy minden ütőkártya a kezükben van. Később a vereséget általában külső okokkal, a szovjet beavatkozással, a kezdeti amerikai fegyverembargóval magyarázták, de a végső kudarcuk a gazdasági válságból és a társadalom túlnyomó részének a rendszerrel való szembefordulásából következett.
A Kuomintang már a háború végén elidegenítette magától a városi lakosság túlnyomó többségét, amikor a japánoktól átvett településeken hódítóként viselkedtek. Polgári és katonai vezetőik, hivatalnokaik egymással versengve vették birtokukba a japánok és kínai kollaboránsaik javait, közülük azonban sokaknak „megbocsátottak”, ha anyagi érdekeik ezt diktálták. Jellemző, hogy 1947 januárjában Tajvanon felkelés is kirobbant a fél évszázados japán uralom után visszatérő Kuomintang-rendszer elnyomása és arroganciája miatt.
A kormányzat alapvetően elhibázott gazdaságpolitikája is hozzájárult a rendszer népszerűtlenségéhez. Az óriási hadsereg és bürokrácia fenntartási költségeit fedezet nélküli pénzkibocsátással „fedezték”, ami hiperinflációhoz vezetett. Ez különösen a városokban okozott óriási megélhetési nehézségeket, mert az elmaradott vidéken nagyrészt naturálgazdálkodás folyt, a KKP által ellenőrzött területeken még a katonák és hivatalnokok is természetben kapták ellátmányukat.
Az akkor már nyolc éve tartó polgárháború és a kínai-japán háború az ország belső területeire szorította a Kumomintangot, és ezért vészesen meggyengültek a tengerpart menti, elsősorban a sanghaji burzsoáziához fűződő gazdasági és társadalmi kapcsolatai. Ideológiailag a Kuomintang az állam szerepének erősítése felé fordult, és a gazdaság nagy szektorainak, elsősorban a külkereskedelemnek a szigorú állami ellenőrzését, sőt tulajdonlását vezették be, ami viszonylagos hatékonysága ellenére sok konfliktus forrása lett.
A Kuomintang hatalmának hanyatlása csak erősítette az addig is állandóan jelenlévő korrupciót, ami egyre szélsőségesebb formákat öltött, például az is gyakran előfordult, hogy a kommunisták pénzért vásároltak fegyvert a kuomintangista csapatoktól.
Az úgynevezett nemzeti kormány, aminek alapvető ideológiai jellemzője a nacionalizmus volt – annyira, hogy a hatalmas amerikai támogatás ellenére köreikben is erős volt az Amerika-ellenesség – a társadalom nagy többsége szemében elvesztette össznemzeti jellegét, és szemükben szűk csoportérdek képviselőjeként jelent meg. A városi középosztály elszegényedése erősítette a diákok és az értelmiség tiltakozó mozgalmait, amik elsősorban a polgárháború befejezését követelték. A kormány ezt nem volt képes kezelni, a tüntetéseket alapvetően kommunista agitációnak tulajdonította, letartóztatásokkal, kínzásokkal, kivégzésekkel reagált annak ellenére, hogy valójában az értelmiség és a diákság nem szimpatizált a kommunistákkal sem. Egyszerűen a polgárháború befejezését, koalíciós kormány létrehozását követelték, és az adott helyzetben ezek a követelések közelebb álltak a KKP által hirdetett politikához.

### A kommunista politika
A kommunisták a polgárháború idején nem saját társadalmi-gazdasági programjukat hirdették, hanem a Kuomintang-rezsim bűneinek leleplezését helyezték előtérbe. Nemzetárulással vádolták őket az amerikai imperializmussal való szövetkezés miatt, valamint a szemükre vetették, hogy szűk csoportérdekeik előtérbe helyezésével feladták a hatalmas és erős Kína újjáteremtésének célját. A KKP fő célja a KMT eltávolítása volt a hatalomból, és ennek érdekében visszatértek Szun Jat-szen elveihez. Mao a KKP tizenöt éves szünet után összehívott VII. kongresszusán (1945. április-június) „független, szabad demokratikus, egységes, gazdag és erős új Kína” létrehozásáról beszélt, és kifejtette, hogy a forradalom első szakaszának célja Szun Jat-szen célkitűzéseinek megvalósítása.
A gazdaságpolitika terén sem a saját végcéljaikat hangoztatták a kommunisták, hanem csak a kuomintangista állami tőke elkobzásáról beszéltek, visszatérően garantálva a magántulajdon sérthetetlenségét. Nem általában a burzsoáziát támadták, hanem vezető klikket, a négy nagy családot(en), azzal, hogy még a földesurak és a tőkések is érdekeltek az ő eltávolításukban.
A vidéki, mezőgazdasági lakossággal a kommunistáknak évtizedek óta jó kapcsolataik voltak, szemben a Kuomintanggal, ami túlnyomórészt városi mozgalom volt és maradt. A Japán elleni háború idején a KKP a felszabadított körzetekben taktikai okokból, a nemzeti egység előtérbe helyezése érdekében lemondott földreform végrehajtásáról. A polgárháború újabb szakaszának közeledtével azonban fokozatosan áttért a földesúri földek elkobzásának politikájára. A kommunista párt ezzel ellenállhatatlan ígéretet adott a földtelen és éhező kínai parasztok számára, hogy ha velük harcolnak, elvehetik uraik földjeit.
A KKP 1946 májusában, még a polgárháború kibontakozása előtt, titkos belső dokumentumot fogadott el a földkérdésről, és ebben a nagy földesurak és a nemzetárulók földjeinek szétosztását irányozták elő, de kis és közepes méretű birtokkal rendelkező földesurak esetében „megfelelő körültekintést” javasolt, a gazdag parasztok földjeit pedig elméletileg mentesítette a felosztás alól. A végrehajtás során azonban számos túlzásra, egyenlősítő földosztásra került sor, amelynek során a középparasztok földjeit is elvették.

### A harci cselekmények alakulása

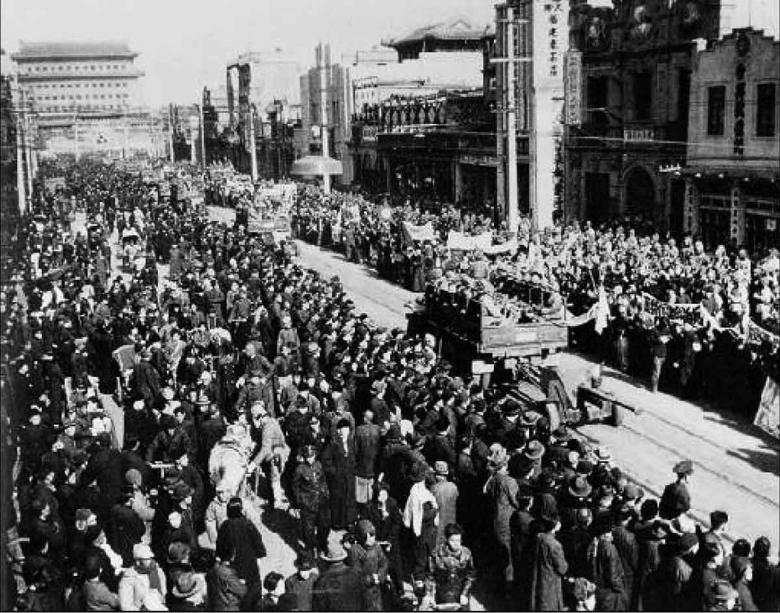
A Népi Felszabadító Hadsereg katonái bevonulnak a harc nélkül elfoglalt Pekingbe

1946. július 20-án Csang Kaj-sek (Chiang Kai-shek) nagy erőfölénye tudatában általános támadást indított a kommunisták kezén lévő területek ellen. A kormány reguláris hadserege kétmillió főt tett ki, amit több mint egymillió egyéb fegyveres egészített ki. A hadsereg 248 dandárjából 60 amerikai fegyverzettel rendelkezett. A KMT hadserege létszám szerint 2,2-szeres, tüzérség szerint 4,8-szoros, repülőgépekben 6,3-szoros fölényben volt a kommunisták felett.
A Kuomintang támadása a Központi síkságon indult meg a már régen kommunista uralom alatt álló körzetek ellen, amiket a KKP-nak az 1945 októberi egyezség szerint ki kellett volna ürítenie. Ezt a hadműveletet két nap alatt be akarták fejezni, de már ez is hónapokig elhúzódott. Egészében véve azonban a nyílt polgárháború újabb szakaszának első éve jelentős sikereket hozott a Kuomintang számára. Nagy erőkkel indítottak támadást Jenan (Yan'an), a kommunisták „fővárosa” ellen a neves Kuomintang-hadvezér, Hu Cung-nan (Hu Zongnan) vezetésével. A tábornok vezérkarában tevékenykedett azonban Hsziung Hsziang-huj (Xiong Xianghui), Csou En-laj (Zhou Enlai) hírszerzője, aki pontosan továbbítani tudta a támadási terveket. A kommunista csapatok itteni parancsnoka, Peng Tö-huaj (Peng Dehuai) így is arra kényszerült, hogy feladja Jenan (Yan'an)t, de elég ideig tudta védeni ahhoz, hogy Mao és a párt vezetése azt kiüríthesse.
Mivel a KKP tisztában volt a létszámbeli és felszerelésbeli hátrányával, passzív védelmi taktikához folyamodtak. Kitértek a KMT csapatok erős támadásai elől, és készek voltak lemondani saját területeikről annak érdekében, hogy tartalékolják erőiket. Igyekeztek annyira felőrölni a KMT erőforrásait, amennyire csak lehetséges volt. Fő céljuk az ellenség élőerejének megsemmisítése, nem pedig a területek védelme volt. Saját emberanyagukat és fegyverzetüket pedig a hadifoglyokból és a zsákmányolt fegyverzetből kívánták kiegészíteni. „Hadseregünk ember- és hadianyagforrása elsősorban a fronton van” – jelentette ki Mao. Már 1946-47-ben nyilvánvalóvá vált a Kuomintang erőszakkal sorozott katonáinak alacsony harci morálja. A fogságba esett kormánykatonákat némi ideológiai „átnevelés” után be tudták sorozni a kommunista hadseregbe.
Mandzsúria az egyes források szerint 1946 júliusától, mások szerint 1947 végétől Népi Felszabadító Hadseregnek (NFH) nevezett addigi Vörös Hadsereg fontos hátországának, bázisterületének számított. Szovjet segítséggel, a japán csapatok fegyverzetének átadásával itt jött létre a KKP haderejének legütőképesebb része. A szovjet hadsereg elhúzódó jelenlétét a kommunisták saját hatalmi bázisuk kiépítésére, gazdasági reformok bevezetésére is felhasználták. Teljes földosztást hajtottak végre, a földesurak és gazdag parasztok földjeit és vagyonát kisajátították és egyenlősdi alapon felosztották. A helyi tömegek az évtizedes japán elnyomás után különösen fogékonyak voltak a hazafias és társadalmi egyenlősítő jelszavakat használó propagandájukra, mert a japán uralom alatt rengeteg földművest fosztottak meg földjétől, hogy azokat japán telepeseknek adják. A KMT csak a városokban tudott eleinte megtelepedni, de itt is a saját, délről hozott embereire támaszkodott, elidegenedett a lakosságtól.
Mandzsúria északi részén, a Szungari folyótól északra már a nyílt polgárháború újabb fordulójának kezdetére, 1946 nyarára szilárd kommunista hatalmi bázis alakult ki. Az itteni kommunista csapatok parancsnoka a stratégiai mozgó háború szakértője, Lin Piao (Lin Biao) volt, aki 1947-ben támadások sorozatát indította a Szungari folyón át délre, hamarosan elszigetelte és a városokba szorította az ottani kuomintangista csapatokat.
Az ország egészében a kormányerők 1947 tavaszáig hasonló stratégiát folytattak, mint korábban a japánok. Számbeli és technikai erőfölényük révén birtokba vették a nagyvárosokat, a közlekedési útvonalakat, a stratégiai fontosságú pontokat. A lakosság zöme azonban éppúgy ellenük fordult, mint korábban a japánok esetében. Egy év után a kuomintangista csapatok kénytelenek voltak áttérni a stratégiai védekezésre. A nemzeti hadsereg hadvezetési módszerei is élesen eltértek a kommunistákétól. Csang Kaj-sek részletekbe menően irányította csapatait, gyakran ütközetek közben is átvette az irányítást a helyi parancsnokoktól, ezredszintig lemenően igyekezett meghatározni a feladatokat. Az NFH parancsnokai viszont 1947 nyarán tartott tanácskozásukon formálisan is szentesítették azt a gyakorlatukat, hogy nagy önállóságot adtak a helyi erők parancsnokainak a haditervek kidolgozásában és végrehajtásában.

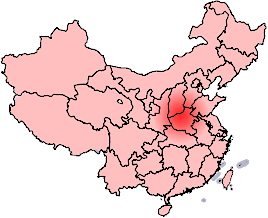
Kína Központi síksága

#### 1947 nyara – kommunista ellentámadás
1947 márciusában a KMT még szimbolikus győzelmet aratott, amikor elfoglalta a kommunista fővárost, Jenan (Yan'an)t, de röviddel utána a KKP ellentámadásba lendült. 1947. június 30-án a kommunisták átlépték a Sárga-folyót, és a Tapie-hegység (Dabie-hegység) felé indultak. Ezt követően Kína északkeleti, északi és keleti részén szintén ellentámadást indítottak.
1947 második felében sikerült a Központi síkságon is felszabadított területeket létrehozni, amelyek aztán 1948 elejére nagy tömbökké álltak össze. Több nagyvárost szorosan bekerítettek, így Senjang (Shenyang)ot (Mukden) is, ahol a 200 ezer fős, jól kiképzett kormánycsapatok tartózkodtak. Csang Kaj-sek elutasította az amerikai tanácsadók javaslatát a város kiürítésére.
A kormánycsapatok 1948 elejére áttértek az egyes körzetek, stratégiai fontosságú pontok védelmére, és az amerikai tanácsadók nyomására a korábbi szigorú központi irányítás helyett e körzetek vezetői diktatórikus teljhatalmat kaptak.
A kommunista stratégia továbbra sem a területek elfoglalását tűzte ki elsőrendű célul, hanem az ellenség élőerejének megsemmisítését tartotta fő feladatának. Ez a taktika sikeresnek bizonyult, és 1947-re az erőviszonyok mérlege a kommunista párt javára változott. Felszámoltak 1,12 milliós összlétszámú nacionalista egységeket, miközben saját katonáik száma 2 millióra növekedett. 1947 végére létszámuk már elérte a 2,5 millió főt, ami azt jelentette, hogy a frontokon harcoló csapatok nagyságát illetően az erőviszonyok már kiegyenlítődtek.
1948-ban a kommunisták áttértek a bekerített megerősített városok ostromára is. Az év végére megszerezték Senjang (Shenyang) és Csangcsun (Changchun) északi városait. Az Új Első Hadsereg, amit a legjobb nacionalista hadseregként emlegettek, megadásra kényszerült, miután a KKP hat hónapos ostrom alá vonta Csangcsunt (Changchunt), ami több mint 150 000 civil éhhalálához vezetett. A jelentősebb méretű nacionalista csapatok legyőzésével a kommunisták tankokhoz, nehéztüzérséghez és más felszerelésekhez jutottak, amelyekre szükség volt a kínai nagy faltól délre eső harcokhoz. 1948 áprilisára Lojang (Luoyang) elesett, elvágva így a KMT-t Hszian (Xi'an)tól. Heves harcok után, 1948. szeptember 24-én a KKP megszerezte Csinan (Jinan) és Santung (Shangdong) tartományokat is.
A sorozatban elfoglalt városokban a kommunisták megszervezték, illetve tovább működtették a nemzetiek által kialakított hadiipart. 1948 derekára tüzérségük már fölényben volt a kormányerőkkel szemben, az év második felében pedig lőszergyártásuk is meghaladta az övéket. A KKP hadseregét 1948 őszén korszerű reguláris hadsereggé alakították át és öt tábori hadseregcsoportot alakítottak ki Peng Tö-huaj (Peng Dehuai), Liu Po-cseng (Liu Bocheng), Csen Ji (Chen Yi), Lin Piao (Lin Biao) , és Nie Zsung-csen (Nie Rongzhen) parancsnoksága alatt.
1948 novemberében a KKP csapatai új nagy támadást indítottak déli irányban Hszücsou (Xuzhou) város körzetében, amit a közeli nagy folyóról, a Huaj (Huai)ról és a tengerről (kínaiul haj (hai)) huajhaj (huaihai) hadjáratnak neveztek el. Itt Paj Csung-hszi (Bai Chongxi) tábornok vezetésével 550 ezer kormánykatona védekezett a kommunisták 600 ezer fős seregével szemben. Több mint két hónapos harc után a Kuomintang teljes itteni hadseregét felmorzsolták, és a Jangcétól északra nem maradt már kormányerő.
A Pingjin hadjárat eredményeképpen az 1948. november 21-étől 1949. január 31-éig terjedő időszak alatt a kommunista erők megszerezték Észak-Kínát is. A nacionalista hadsereg jelentős áldozatok árán tudta csak egy ideig Csangcsiaokou (Zhangjiakou) és Tiencsin (Tianjin) védelmét biztosítani, valamint helyőrséget elhelyezni Taku (Dagu) és Pejping (Beiping) városaiban. A kommunisták 890 ezer fős sereget hoztak északkeletről a KMT 600 ezres itteni katonasága ellen. A kommunisták 40 ezer főt veszítettek el Csangcsiaokou (Zhangjiakou)nál, viszont megöltek, megsebesítettek vagy fogságba ejtettek 520 000 embert a KMT seregéből a hadjárat idején. A 200 000 fős, Pejping (Beiping)be visszaszorult nacionalista haderő parancsnoka, Fu Co-ji (Fu Zuoyi) a lánya – aki titokban a KKP tagja volt – közvetítésével tárgyalt a kommunistákkal, majd letette a fegyvert. A nagyvárosba január 31-én vonult be a Népi Felszabadító Hadsereg. A három meghatározó hadjárat (Liaosen (Liaoshen), Huajhaj (Huaihai), Pingcsin (Pingjin)) során a kommunista párt erői elsöpörtek 144 reguláris és 29 irreguláris hadosztályt, beleértve az 1,54 millió fős veterán KMT sereget, amivel szétzúzták a nacionalista erők gerincét.
1949. április 21-én a kommunista sereg átlépte a Jangce folyót, 23-án elfoglalták Nankingot, a KMT Kínai Köztársaság fővárosát. 1949 végére a a kínai haderő felszámolta a KMT csapatok maradékait is Kína déli részén, csak Tibet maradt hátra. A nacionalista kormány április 23-án sikeresen visszavonult Nankingból Kantonba, ahol október 15-ig tartózkodott, majd Csungking (Chongqing)ban november 25-ig és Csengtu (Chengdu)ban december 10-ig, ezt követően vonultak vissza Tajpej (Taipei)be.
A vereség okairól Dean Acheson amerikai külügyminiszter így írt levelében az elnöknek:

„A helyszínen működő katonai megfigyelőink jelentették, hogy a nemzeti seregek az 1948-as kritikus élvben egyetlen ütközetet sem vesztettek el fegyverek vagy lőszer hiánya miatt. A tény az, hogy az a hanyatlás, amire megfigyelőink Csungkingban már a háború elején felfigyeltek, végzetszerűen aláásta a Kuomintang ellenállásának erejét. Vezetői képtelennek bizonyultak arra, hogy a fenyegető válsággal megbirkózzanak, csapataik elvesztették harci elszántságukat, kormányuk elvesztette a nép támogatását... A nemzeti seregeknek nem kellett volna vereséget szenvedniük, széthullottak. A történelem ismételten bebizonyította, hogy olyan rendszer, amely nem bízik önmagában és oly hadsereg, amelynek nincs erkölcse, nem tudja kiállni a tűzpróbát.”

## A népköztársaság létrejötte és a Kuomintang visszavonulása Tajvanra
1949. október 1-jén Mao Ce-tung (Mao Ce tung) bejelentette a Kínai Népköztársaság megalakulását, akkori fővárosát, Pejpinget visszanevezték Pekingre, újra fővárosi rangra emelve. Csang Kaj-sek (Chiang Kai-shek) és nagyjából két millió nacionalista kínai visszavonult Tajvan szigetére. A szárazföldön csak egyes elszigeteltebb helyeken tartották fönn az ellenállást, nevezetesen Szecsuanban, illetve a távolabbi déli területeken. Közülük több tízezren menekültek Francia Indokínába és Burmába. Míg előbbi helyen lefegyverezték őket, utóbbiban hosszú ideig tovább működtek, az arany háromszögben pedig az ópiumtermesztésbe és kereskedelembe is bekapcsolódtak.
A Kínai Népköztársaság megpróbálta megszerezni a Kínai Köztársaság által irányított Kinmen (Jinmen)-szigeteket, ami meghiúsult a Kuningtou-i csata folyamán. 1949 decemberében Csang (Chiang) Tajpej (Taipei)t a Kínai Köztársaság ideiglenes fővárosának nyilvánította, és továbbra is követelte saját kormányának Kína egyetlen hivatalos kormányaként való elismerését.
A kommunisták további kétéltű hadműveletei 1950-ben sikeresebbek voltak, győzedelmeskedtek Hainanon 1950 áprilisában, a Vansan sziget (Wanshan sziget)en 1950 augusztusában és Csousan sziget (Zhousan sziget)en 1950 májusában.

## Fordítás
Ez a szócikk részben vagy egészben  a   Chinese Civil War című angol Wikipédia-szócikk ezen változatának fordításán alapul.  Az eredeti cikk szerkesztőit annak laptörténete sorolja fel. Ez a jelzés csupán a megfogalmazás eredetét és a szerzői jogokat jelzi, nem szolgál a cikkben szereplő információk forrásmegjelöléseként.